# Atrichopogon xanthoaspidium
Atrichopogon xanthoaspidium är en tvåvingeart som beskrevs av Carter, Ingram och John William Scott Macfie 1921. Atrichopogon xanthoaspidium ingår i släktet Atrichopogon och familjen svidknott.
Artens utbredningsområde är Ghana. Inga underarter finns listade i Catalogue of Life.